# Шеневерде
Шеневерде (нім. Schönewörde) — громада в Німеччині, розташована в землі Нижня Саксонія. Входить до складу району Гіфгорн. Складова частина об'єднання громад Везендорф.
Площа — 17,73 км2. Населення становить 910 ос. (станом на 31 грудня 2021).

## Галерея

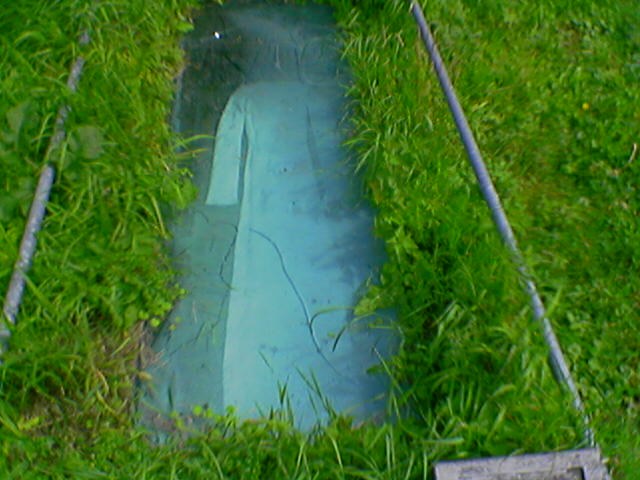
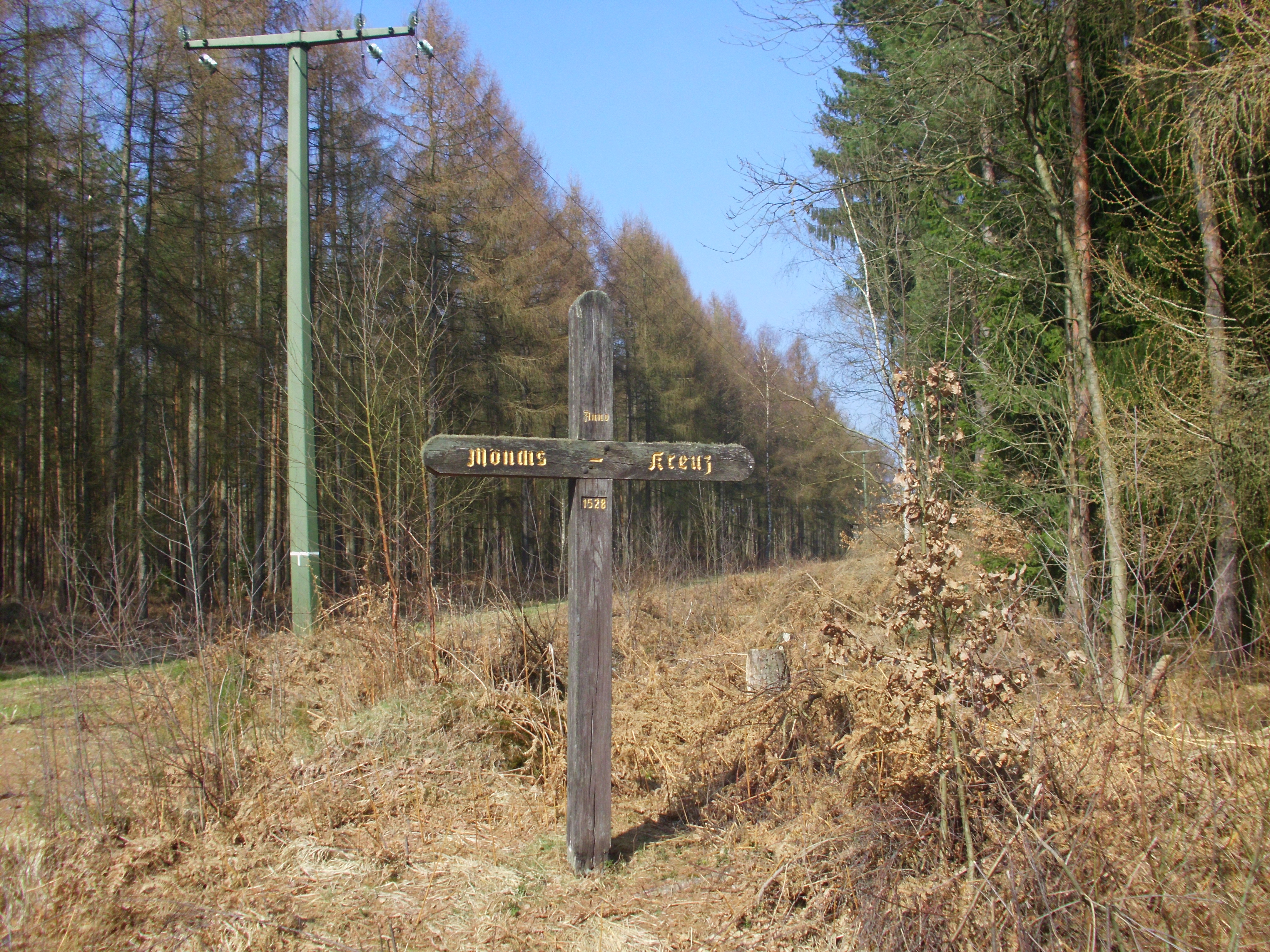